# Chin-Surah

Het moderne Bengalen: (Bangladesh en West-Bengalen.)

Chin-Surah was een Nederlandse VOC-handelspost van Holland aan de Ganges. 
Nu is het een voorstad van Kolkata, hoewel Chin-Surah ooit een weelderige Nederlandse handelshaven was. 

## Geschiedenis
Tussen de 17e en 19e eeuw was Chin-Surah, nu een deel van de stad Hugli-Chuchura in Bengalen, een welvarende handelspost van de Verenigde Oostindische Compagnie. Nederlandse, Armeense en inheemse Bengaalse handelaren hadden zich daar gevestigd en handelden in salpeter, specerijen, katoen en indigo. De Nederlandse handel weerspiegelde de grotere commerciële import van de Golf van Bengalen. Samen met het Nederlandse Chin-Surah, bestond er een reeks Europese nederzettingen langs de westoever van Hooghly, waardoor de regio het begrip "Europa aan de Ganges" ontstond. Veel restanten uit die periode zijn nog steeds aanwezig, zoals zo’n 95 overblijfselen.
Veel van deze historische rijkdom is vastgelegd in Dutch in Chinsurah, een multidisciplinair project van Aishwarya Tipnis Architects in samenwerking met de University Kolkata van het Voorzitterschap waarin geschiedenis, stedelijke geografie en architectuur samenkomen en gefinancierd wordt door de Ambassade van Koninkrijk der Nederlanden in India. 
Wat trok de Nederlanders naar Chin-Surah? Hooghly's landschap en het weer hebben mogelijk een rol gespeeld. Het was een perfecte locatie voor pleziertuinen en herenhuizen, met trappen die naar de rivier leidden. Nederlandse waarnemers uit die tijd noemden 'bangelaers' van deze gebouwen of speelhuizen Chin-Surah was een Nederlandse VOC-handelspost van Holland aan de Ganges. 
Nu is het een voorstad van Kolkata, hoewel Chin-Surah ooit een weelderige Nederlandse handelshaven was. 
Tegenwoordig blijft de buitenwijk van Kolkata een multiculturele stad die de vergeten geschiedenis van de Nederlanders in Chin-Surah weerspiegelt door middel van een oud kanon dat midden in de Hooghly Madrasah staat. De oude tuinen van de Nederlanders zijn nu speelplaatsen geworden voor kinderen en ontmoetingsplaatsen voor ouderen. 
De beroemde Nederlandse begraafplaats in Chin-Surah telt ongeveer 45 graven; de oudste dateert uit 1743. Een ander beroemd overblijfsel is de tombe van Susanna Anna Maria, die naar verluidt zeven mannen had en ook de inspiratie vormde achter Ruskin Bond's beroemde roman Susanna's Seven Husbands.